# Partecipanti alla Volta Ciclista a Catalunya 2024
Elenco dei partecipanti alla Volta Ciclista a Catalunya 2024.
La Volta Ciclista a Catalunya 2024 è stata la centotreesima edizione della corsa. Alla competizione presero parte 25 squadre: le diciotto iscritte all'UCI World Tour 2024, e sette squadre invitate dell'UCI ProTeam.
Ciascuna delle squadre è composta da sette ciclisti, per un totale di 175 ciclisti accreditati alla partenza.

## Corridori per squadra
Nota: R ritirato, NP non partito, FT fuori tempo, SQ squalificato
| UAE Team Emirates               | UAE Team Emirates               | UAE Team Emirates               | Team Visma-Lease a Bike | Team Visma-Lease a Bike | Team Visma-Lease a Bike | Soudal Quick-Step         | Soudal Quick-Step          | Soudal Quick-Step         |
| ------------------------------- | ------------------------------- | ------------------------------- | ----------------------- | ----------------------- | ----------------------- | ------------------------- | -------------------------- | ------------------------- |
| N°                              | Ciclista                        | Clas.                           | N°                      | Ciclista                | Clas.                   | N°                        | Ciclista                   | Clas.                     |
| 1                               | Tadej Pogačar                   | 1°                              | 11                      | Sepp Kuss               | 13°                     | 21                        | Mikel Landa                | 2°                        |
| 2                               | João Almeida                    | 9°                              | 12                      | Cian Uijtdebroeks       | R 7ª                    | 22                        | Ilan Van Wilder            | R 6ª                      |
| 3                               | Pavel Sivakov                   | 85°                             | 13                      | Attila Valter           | 36°                     | 23                        | William Junior Lecerf      | 32°                       |
| 4                               | Felix Großschartner             | 130°                            | 14                      | Bart Lemmen             | R 1ª                    | 24                        | James Knox                 | 59°                       |
| 5                               | Jay Vine                        | NP 2ª                           | 15                      | Loe van Belle           | NP 3ª                   | 25                        | Antoine Huby               | 113°                      |
| 6                               | Domen Novak                     | R 7ª                            | 16                      | Robert Gesink           | 65°                     | 26                        | Jan Hirt                   | 20°                       |
| 7                               | Marc Soler                      | 46°                             | 17                      | Steven Kruijswijk       | 35°                     | 27                        | Mauri Vansevenant          | 54°                       |
| Ineos Grenadiers                | Ineos Grenadiers                | Ineos Grenadiers                | Lidl-Trek               | Lidl-Trek               | Lidl-Trek               | Bahrain Victorious        | Bahrain Victorious         | Bahrain Victorious        |
| N°                              | Ciclista                        | Clas.                           | N°                      | Ciclista                | Clas.                   | N°                        | Ciclista                   | Clas.                     |
| 31                              | Geraint Thomas                  | 27°                             | 41                      | Patrick Konrad          | 40°                     | 51                        | Damiano Caruso             | 19°                       |
| 32                              | Ethan Hayter                    | 119°                            | 42                      | Bauke Mollema           | 75°                     | 52                        | Wout Poels                 | 11°                       |
| 33                              | Egan Bernal                     | 3°                              | 43                      | Amanuel Gebreigzabhier  | 68°                     | 53                        | Jack Haig                  | 48°                       |
| 34                              | Laurens De Plus                 | 16°                             | 44                      | Carlos Verona           | 17°                     | 54                        | Torstein Træen             | 82°                       |
| 35                              | Brandon Rivera                  | 47°                             | 45                      | Juan Pedro López        | 37°                     | 55                        | Antonio Tiberi             | 8°                        |
| 36                              | Óscar Rodríguez                 | 61°                             | 46                      | Sam Oomen               | 41°                     | 56                        | Edoardo Zambanini          | 58°                       |
| 37                              | Salvatore Puccio                | 129°                            | 47                      | Jacopo Mosca            | 110°                    | 57                        | Nicolò Buratti             | 126°                      |
| Groupama-FDJ                    | Groupama-FDJ                    | Groupama-FDJ                    | Alpecin-Deceuninck      | Alpecin-Deceuninck      | Alpecin-Deceuninck      | Bora-Hansgrohe            | Bora-Hansgrohe             | Bora-Hansgrohe            |
| N°                              | Ciclista                        | Clas.                           | N°                      | Ciclista                | Clas.                   | N°                        | Ciclista                   | Clas.                     |
| 61                              | Lenny Martinez                  | 7°                              | 71                      | Henri Uhlig             | 114°                    | 81                        | Aleksandr Vlasov           | 4°                        |
| 62                              | Rémy Rochas                     | 77°                             | 72                      | Axel Laurance           | 79°                     | 82                        | Sergio Higuita             | 33°                       |
| 63                              | Reuben Thompson                 | 97°                             | 73                      | Lars Boven              | R 2ª                    | 83                        | Ben Zwiehoff               | 90°                       |
| 64                              | Enzo Paleni                     | R 7ª                            | 74                      | Edward Planckaert       | R 7ª                    | 84                        | Florian Lipowitz           | 45°                       |
| 65                              | Cyril Barthe                    | 123°                            | 75                      | Tobias Bayer            | 111°                    | 85                        | Frederik Wandahl           | 91°                       |
| 66                              | Eddy Le Huitouze                | R 6ª                            | 76                      | Jimmy Janssens          | 107°                    | 86                        | Anton Palzer               | 53°                       |
| 67                              | Clément Davy                    | 122°                            | 77                      | Samuel Gaze             | R 3ª                    | 87                        | Cesare Benedetti           | NP 5ª                     |
| EF Education-EasyPost           | EF Education-EasyPost           | EF Education-EasyPost           | Movistar Team           | Movistar Team           | Movistar Team           | Team Jayco AlUla          | Team Jayco AlUla           | Team Jayco AlUla          |
| N°                              | Ciclista                        | Clas.                           | N°                      | Ciclista                | Clas.                   | N°                        | Ciclista                   | Clas.                     |
| 91                              | Marijn van den Berg             | NP 6ª                           | 101                     | Enric Mas               | 5°                      | 111                       | Simon Yates                | 57°                       |
| 92                              | Hugh Carthy                     | 84°                             | 102                     | Einer Rubio             | 14°                     | 112                       | Felix Engelhardt           | R 6ª                      |
| 93                              | Esteban Chaves                  | 22°                             | 103                     | Iván García Cortina     | R 7ª                    | 113                       | Chris Harper               | 6°                        |
| 94                              | Georg Steinhauser               | 51°                             | 104                     | Iván Sosa               | 56°                     | 114                       | Jesús David Peña           | 101°                      |
| 95                              | Darren Rafferty                 | 31°                             | 105                     | Javier Romo             | R 6ª                    | 115                       | Lawson Craddock            | R 5ª                      |
| 96                              | Sean Quinn                      | 24°                             | 106                     | Jorge Arcas             | 102°                    | 116                       | Jan Maas                   | R 7ª                      |
| 97                              | Andrey Amador                   | NP 6ª                           | 107                     | Nairo Quintana          | R 7ª                    | 117                       | Christopher Juul Jensen    | 87°                       |
| Intermarché-Wanty               | Intermarché-Wanty               | Intermarché-Wanty               | Cofidis                 | Cofidis                 | Cofidis                 | Team DSM-Firmenich PostNL | Team DSM-Firmenich PostNL  | Team DSM-Firmenich PostNL |
| N°                              | Ciclista                        | Clas.                           | N°                      | Ciclista                | Clas.                   | N°                        | Ciclista                   | Clas.                     |
| 121                             | Arne Marit                      | 135°                            | 131                     | Guillaume Martin        | 26°                     | 141                       | Pavel Bittner              | NP 3ª                     |
| 122                             | Francesco Busatto               | 94°                             | 132                     | Bryan Coquard           | R 7ª                    | 142                       | Emīls Liepiņš              | 133°                      |
| 123                             | Louis Meintjes                  | 44°                             | 133                     | Jesús Herrada           | 104°                    | 143                       | Frank van den Broek        | R 7ª                      |
| 124                             | Lilian Calmejane                | 81°                             | 134                     | Ben Hermans             | R 7ª                    | 144                       | Romain Combaud             | 92°                       |
| 125                             | Simone Petilli                  | R 7ª                            | 135                     | Kenny Elissonde         | R 7ª                    | 145                       | Patrick Bevin              | R 1ª                      |
| 126                             | Rein Taaramäe                   | R 7ª                            | 136                     | Jonathan Lastra         | 86°                     | 146                       | Tim Naberman               | 137°                      |
| 127                             | Kevin Colleoni                  | R 6ª                            | 137                     | Harrison Wood           | 127°                    | 147                       | Martijn Tusveld            | NP 6ª                     |
| Decathlon AG2R La Mondiale Team | Decathlon AG2R La Mondiale Team | Decathlon AG2R La Mondiale Team | Arkéa-B&B Hotels        | Arkéa-B&B Hotels        | Arkéa-B&B Hotels        | Astana Qazaqstan Team     | Astana Qazaqstan Team      | Astana Qazaqstan Team     |
| N°                              | Ciclista                        | Clas.                           | N°                      | Ciclista                | Clas.                   | N°                        | Ciclista                   | Clas.                     |
| 151                             | Dorian Godon                    | 78°                             | 161                     | Carlos Rodríguez        | 12°                     | 171                       | Lorenzo Fortunato          | 10°                       |
| 152                             | Clément Berthet                 | 18°                             | 162                     | Louis Barré             | 109°                    | 172                       | Harold Tejada              | 70°                       |
| 153                             | Nicolas Prodhomme               | 28°                             | 163                     | Raúl García Pierna      | NP 4ª                   | 173                       | Henok Mulubrhan            | 72°                       |
| 154                             | Valentin Paret-Peintre          | 29°                             | 164                     | Laurens Huys            | R 1ª                    | 174                       | Ide Schelling              | R 6ª                      |
| 155                             | Alex Baudin                     | 93°                             | 165                     | Michel Ries             | 60°                     | 175                       | Vadim Pronskij             | 95°                       |
| 156                             | Lawrence Warbasse               | 55°                             | 166                     | Alessandro Verre        | 108°                    | 176                       | Harold Martín López        | 105°                      |
| 157                             | Jaakko Hänninen                 | 100°                            | 167                     | Kévin Ledanois          | R 6ª                    | 177                       | Santiago Umba              | 103°                      |
| Lotto Dstny                     | Lotto Dstny                     | Lotto Dstny                     | Israel-Premier Tech     | Israel-Premier Tech     | Israel-Premier Tech     | Uno-X Mobility            | Uno-X Mobility             | Uno-X Mobility            |
| N°                              | Ciclista                        | Clas.                           | N°                      | Ciclista                | Clas.                   | N°                        | Ciclista                   | Clas.                     |
| 181                             | Maxim Van Gils                  | R 3ª                            | 191                     | Michael Woods           | 62°                     | 201                       | Tobias Halland Johannessen | 89°                       |
| 182                             | Andreas Kron                    | 67°                             | 192                     | Stephen Williams        | 52°                     | 202                       | Andreas Leknessund         | 25°                       |
| 183                             | Eduardo Sepúlveda               | 63°                             | 193                     | Dylan Teuns             | NP 5ª                   | 203                       | Johannes Kulset            | 21°                       |
| 184                             | Johannes Adamietz               | 96°                             | 194                     | Nick Schultz            | 43°                     | 204                       | Ådne Holter                | 118°                      |
| 185                             | Jonas Gregaard                  | 112°                            | 195                     | George Bennett          | 15°                     | 205                       | Anders Johannessen         | 128°                      |
| 186                             | Jarrad Drizners                 | 131°                            | 196                     | Marco Frigo             | 106°                    | 206                       | Martin Urianstad           | 80°                       |
| 187                             | Thomas De Gendt                 | 115°                            | 197                     | Matthew Riccitello      | R 6ª                    | 207                       | Idar Andersen              | 121°                      |
| Caja Rural-Seguros RGA          | Caja Rural-Seguros RGA          | Caja Rural-Seguros RGA          | Equipo Kern Pharma      | Equipo Kern Pharma      | Equipo Kern Pharma      | Burgos-BH                 | Burgos-BH                  | Burgos-BH                 |
| N°                              | Ciclista                        | Clas.                           | N°                      | Ciclista                | Clas.                   | N°                        | Ciclista                   | Clas.                     |
| 211                             | Orluis Aular                    | 73°                             | 221                     | Pablo Castrillo         | 30°                     | 231                       | Jambaljamts Sainbayar      | 132°                      |
| 212                             | Sebastian Berwick               | 74°                             | 222                     | Urko Berrade            | 99°                     | 232                       | Eric Fagúndez              | 23°                       |
| 213                             | David Gonzalez                  | 76°                             | 223                     | José Félix Parra        | 50°                     | 233                       | José Manuel Díaz           | NP 4ª                     |
| 214                             | Fernando Barceló                | 71°                             | 224                     | Jon Agirre              | 38°                     | 234                       | Mario Aparicio             | 117°                      |
| 215                             | Jokin Murguialday               | 120°                            | 225                     | Jorge Gutiérrez         | 66°                     | 235                       | Ander Okamika              | 98°                       |
| 216                             | Samuel Fernández García         | 116°                            | 226                     | Álex Jaime              | 136°                    | 236                       | Victor Langellotti         | 39°                       |
| 217                             | Joel Nicolau                    | 49°                             | 227                     | Pau Miquel              | 83°                     | 237                       | Sinuhé Fernández           | 88°                       |
| Euskaltel-Euskadi               |                                 |                                 |                         |                         |                         |                           |                            |                           |
| N°                              | Ciclista                        | Clas.                           |                         |                         |                         |                           |                            |                           |
| 241                             | Joan Bou                        | 42°                             |                         |                         |                         |                           |                            |                           |
| 242                             | Mikel Bizkarra                  | R 5ª                            |                         |                         |                         |                           |                            |                           |
| 243                             | Luis Ángel Maté                 | 34°                             |                         |                         |                         |                           |                            |                           |
| 244                             | Mikel Iturria                   | 69°                             |                         |                         |                         |                           |                            |                           |
| 245                             | Víctor de la Parte              | 64°                             |                         |                         |                         |                           |                            |                           |
| 246                             | Xabier Isasa                    | 125°                            |                         |                         |                         |                           |                            |                           |
| 247                             | Asier Etxeberria                | 124°                            |                         |                         |                         |                           |                            |                           |